# Botnur kraftværk
Botnur kraftværk (færøsk: Elektrisitetsverkið í Botni) er et vandkraftværk i bygden Botni i Vágs kommuna på Suðuroy på Færøerne. Det blev åbnet i 1921, og var Færøernes første vandkraftværk. Det var først i kommunens eje, og blev så overdraget til et fælleskommunalt selskab (Elfelagið Suðuroy) i 1953, som siden blev en del af det landsomfattende SEV i 1960.
Den norske ingeniør Håkon Blauuw ledede byggearbejdet, som blev finansieret med lån på tilsammen 919.417 danske kroner. Dette omfattede lån fra private, sparekasser og staten. De nuværende to turbiner installeredes i 1965 og 1966, og har en effekt på henholdsvis 1,1 MW og 2,2 MW.